# 大东镇 (涟水县)
大东镇，是中华人民共和国江苏省淮安市涟水县下辖的一个乡镇级行政单位。

## 行政区划
大东镇下辖以下地区：
大东社区、干东村、陈庄村、客堂村、瓦滩村、王老庄村、皇圩村、南严村、施洼村、镇南村、场北村和北严村。